# 流均镇
流均镇，是中国江苏省淮安市淮安区下属的一个镇，位于楚州区东南，射阳湖畔，与宝应、建湖和阜宁相邻。全镇面积为88.6平方公里，下辖18个行政村和居委会，总人口6.5万人。